# Dohrniphora solomonis
Dohrniphora solomonis är en tvåvingeart som beskrevs av Borgmeier 1961. Dohrniphora solomonis ingår i släktet Dohrniphora och familjen puckelflugor. Inga underarter finns listade i Catalogue of Life.